# Catus Decià
Catus Decià (en llatí: Catus Decianus) era el procurador de Britànnia quan va esclatar la revolta contra els romans dirigida per Budica.
Cassi Dió diu que la seva avarícia i les extorsions comeses van ser una de les causes de la revolta. Els britons van assetjar Camulodunum, mentre Suetoni Paulí, el legat de la província, era absent en una expedició a l'illa de Mona. Els colons van demanar ajut al governador que només va poder enviar 200 homes. Camulodunum va ser conquerida pels rebels, i Petil·li Cerial resultà derrotat en la batalla que es va conèixer com la Massacre de la Legió IX. Catus Decià va fugir alarmat cap a la Gàl·lia, i el va succeir com a procurador Juli Glassicià.